# Chanella Stougje
Chanella Stougje (Zuidland, Nissewaard, Holanda del Sud, 23 d'octubre de 1996) és una ciclista neerlandesa professional des del 2015, actualment a l'equip Parkhotel Valkenburg-Destil.